# إكرام القباج
إكرام القباج فنانة ونحاتة مغربية من مدينة الدار البيضاء المغربية.

## سيرة
ولدت في الدار البيضاء عام 1960. تلقت تعليمها في المدرسة الوطنية للفنون الجميلة في الدار البيضاء والمدرسة الوطنية للفنون الجميلة في باريس من 1978 إلى 1987. منذ عودتها من باريس سنة 1989، تعيش وتعمل بين الدار البيضاء ومراكش. أشتغلت على تطويع الأشكال لتعرض منحوتاتها في كثير من أروقة الفنون الجميلة داخل المغرب وخارجه، وكذا في المحافل الدولية للنحت التي شاركت فيها. ويتميز المسار الإبداعي للقباج بكفاحها لدى صُنّاع القرار في مجالات الفنون والبيئة وإعداد التراب الوطني وسياسات تطوير مدن وأقاليم المملكة من أجل إدماج الفن في الفضاءات العمومية بالمغرب. وأثمر هذا النشاط إعدادها وتنظيمها خمسة محافل دولية للنحت على الصخر والمرمر في كل من مدن الجديدة (2000) وطنجة (2001) وفاس (2002) والصويرة (2003) وتارودانت (2011)، وهو ما أثرى المجال العمومي بخمسة متاحف مفتوحة على الهواء الطلق، وبما مجموعه 44 منحوتة من الحجمين المتوسط أو الكبير. قد اشتغلت فنيا على أنواع وأشكال مختلفة من المواد: الحديد الخام، التيراكوتا، والفايبرجلاس، الخشب، المرمر، الحجر. وشاركت في عدة معارض وملتقيات داخل الوطن وخارجه. وقامت بعرض أعمالها في الفضاءات العامة المفتوحة، وعيا منها بدور الفن في السمو الحضاري. تفضل إكرام القباج الاشتغال على مادتي الحجر والرخام لكونهما يصمدان طويلا أمام تقلبات المناخ، خصوصا أن «المغرب لا يتوفر لحد الآن على وسائل حماية المنحوتات الفنية علة مواد هشة»،
فأعمالها تقترب من التجريد المطلق وتبتعد عن التصوير للكائن- الموضوع الفنانة إكرام القباج تعمل بصمت وتواضع وتؤمن بأن الجمال قد ينقذ العالم من الرتابة.

## أعمالها
- امنحوتة «السوانح» بأصيلة بالمغرب سنة 2016
- منحوتة «ورقة الطريق»، موجودة على جانب الطريق السيار قرب الدار البيضاء، طولها 17 متراً
- منحوتة رسالة حب قصيرة إلى نساء شامخات 2015 بمدينة برشيد

## الجوائز
جائزة الفن التشكيلي لمنجوتتها «ورقة الطريق»